# ТВ Глобал
ТВ Глобал је била једна од телевизија у Нишу која је функционисала између 14. септембар 2000. и 5. октобар 2007. године. Емитовала је програм на територији Града Нишa на 35 УХФ.

## Емисије
- Зашто
- Приче из нишког сокака
- Домине
- Мала српска читанка
- Полис
- Како је сниман ИТ ванземаљац
- Укрштеница, квиз
- Арена
- Метаморфоза
- Док анђели спавају
- Мисли
- Гинис
- Да здравље не буде проблем
- Време је на мојој страни
- Србска антика

## Информативни програм
- Преглед дана
- Фокус
- Sport time
- Инфо лек
- Временска прогноза

## Главни и одговорни уредник ТВ Глобал
- Срђан Савић

## Водитељи и новинари ТВ Глобал (2000—2007)
- Слађана Марановић-Николић
- Сања Јанковић
- Горан Игић
- Милена Видојковић
- Дејан Денчић
- Ристо Буквић (1950—2023)
- Зоран Петковић
- Слађана Манчић
- Данијела Станојевић
- Милена Терзић
- Катарина Симоновић
- Јасмина Дабижљевић
- Маја Влаисављевић
- Хаџи-Драган Станковић